# Luzsénszky Alfonz (pap)
Luzsénszky Alfonz, Luzsénszky Alfonz Mária (Budapest, 1902. szeptember 13. – Budapest, 1975. március 16.) jezsuita szerzetes, templomigazgató, hittanár.

## Életútja
Luzsénszky Alfonz és Petrovich Karolina fia. A teológiát Hollban tanulta, mint az esztergomi egyházmegye növendéke. 1927. június 29-én Esztergomban szentelték pappá. Először Nagymaroson, 1931-től Budapest-Külső-Ferencvárosban, 1933-tól Óbudán volt káplán, később pedig a Damjanich utcai Állami Tanítónőképző hittanára lett. Egyúttal a Regnum Marianum tagjai közé is felvették. 1945. október 9-én belépett a Jézus Társaságba. 1950-ben a pesti Jézus Szíve-templom igazgatója lett. 1951-től 1964-ben történt nyugdíjazásáig kántorként dolgozott.
1931 februárjában felelős kiadója volt a Magyar őserő c. röpiratnak, 1933. március 1-jétől július 27-ig a Farkaskölykök cserkész hetilapnak volt felelős szerkesztője, illetve felelős kiadója.
Elhunyt 1975. március 16-án déli egy órakor, életének 73., áldozópapságának 48. és szerzetesi hivatásának 30. évében a budapesti Ferenc-kórházban. Pannonhalmán helyezték örök nyugalomra 1975. március 27-én délután.